# Ascención de Guarayos
Ascención de Guarayos (auch: Ascensión der Guarayos oder kurz: Ascención) ist eine Stadt im Departamento Santa Cruz im Tiefland des südamerikanischen Andenstaates Bolivien.

## Lage im Nahraum
Ascención ist der zentrale Ort des Municipios Ascención de Guarayos und Hauptstadt der Provinz Guarayos. Die Stadt Ascención liegt auf einer Höhe von 252 m am rechten Ufer des Río Sapoco und ist Ausgangspunkt der Kolonisierung im nördlichen Teil des Departamentos Santa Cruz.

## Geographie
Ascención liegt in der Moxos-Ebene (spanisch: Llanos de Moxos), einer mehr als 100.000 km² großen Überschwemmungssavanne im nördlichen Tiefland von Bolivien. Das Klima der Region ist ein semi-humides Klima der warmen Tropen.
Die mittlere Durchschnittstemperatur der Region liegt bei etwa 25 °C (siehe Klimadiagramm Urubichá) und schwankt nur unwesentlich zwischen 22 °C im Juni und Juli und 27 °C von Oktober bis Februar. Der Jahresniederschlag beträgt etwa 1.150 mm, bei einer schwach ausgeprägten Trockenzeit von Juni bis September mit Monatsniederschlägen unter 45 mm, und einer deutlichen Feuchtezeit von November bis März mit Monatsniederschlägen zwischen 140 und 200 mm.

## Verkehrsnetz
Ascención liegt in einer Entfernung von 302 Straßenkilometern nördlich von Santa Cruz, der Hauptstadt des Departamentos.
Von Santa Cruz aus führen die asphaltierten Nationalstraßen Ruta 9 und Ruta 4 zuerst in östlicher Richtung über Cotoca nach Puerto Pailas, überqueren den Río Grande und trennen sich 14 Kilometer später in Pailón. Von hier aus führt die Ruta 9 über insgesamt 1175 Kilometer nach Norden bis Guayaramerín und erreicht nach 249 Kilometern Ascención.

## Bevölkerung
Die Einwohnerzahl der Stadt hatte in den vergangenen Jahrzehnten ein rapides Wachstum zu verzeichnen:
| Jahr | Einwohner | Quelle       |
| ---- | --------- | ------------ |
| 1976 | 3.555     | Volkszählung |
| 1992 | 8.350     | Volkszählung |
| 2001 | 13.291    | Volkszählung |
| 2012 | 19.254    | Volkszählung |
| 2024 |           | Volkszählung |